# Tatimudo
Tatimudo (Tattimuth) foi um oficial militar bizantino de origem germânica do século VI, ativo durante o reinado do imperador Justiniano (r. 527–565).

## Vida
A posição de Tatimudo nas fileiras do exército imperial é incerta, mas é possível que fosse um tribuno. Em 533, foi enviado com um pequeno exército à Tripolitânia para ajudar a revolta de Pudêncio contra a nobreza do Reino Vândalo. Eles ocuparam o país sem oposição dos vândalos e restauraram-o ao império. No inverno de 533/534, a Tripolitânia foi ameaçada por tribos mouras e Belisário enviou um exército para Pudêncio e Tatimudo para fortalecer o poder bizantino lá.